# Iwan Petrowitsch Sacharow

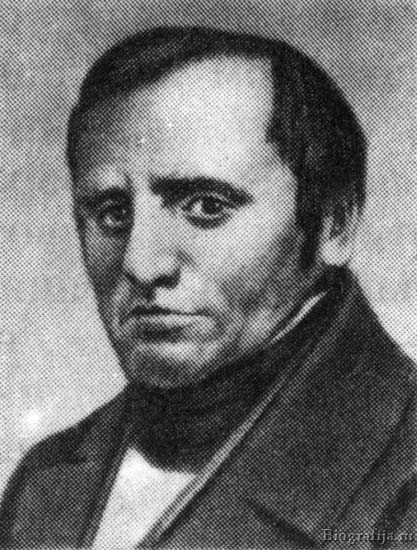
Iwan Sacharow

Iwan Petrowitsch Sacharow (russisch Иван Петрович Сахаров; wiss. Transliteration Ivan Petrovič Sacharov; * 29. Augustjul. / 10. September 1807greg. in Tula; † 24. Augustjul. / 5. September 1863greg. in Saretschje, Gouvernement Nowgorod) war ein russischer Ethnograph, Altertumsforscher und Folklorist.

## Leben
Sacharow war Sohn eines Priesters und studierte zunächst am Geistlichen Seminar seiner Heimatstadt. Nach dem Abschluss 1830 ging er nach Moskau, wo er fünf Jahre später ein Medizinstudium an der Lomonossow-Universität abschloss. Ab 1836 arbeitete Sacharow als Arzt in Sankt Petersburg. Parallel dazu befasste er sich mit dem Erforschen und der Dokumentation der russischen Folklore, darunter der Volkslieder, der Märchen und Legenden sowie des Brauchtums. Aufbauend auf seinen Recherchen, für die er mehrmals Reisen in die zentralrussischen Provinzen unternahm, publizierte Sacharow unter anderem eine Sammlung russischer Volkslieder (1838–39) und eine Sammlung Märchen des russischen Volkes (russ. Russkije narodnyje skaski (Русские народные сказки), 1841). Für seine ethnographische Tätigkeit wurde Sacharow 1841 mit dem Sankt-Stanislaus-Orden 3. Grades ausgezeichnet. Ab 1848 war er Mitglied der Kaiserlichen Archäologischen Gesellschaft. 1854 wurde er zum korrespondierenden Mitglied der Russischen Akademie der Wissenschaften gewählt.
Die letzten Jahre seines Lebens verbrachte Sacharow auf seinem Anwesen Saretschje im Ujesd Waldai, wo er 1863 nach längerem Leiden einer Gehirnkrankheit erlag.